# 神崎詠子
神崎 詠子（かんざき えいこ、1966年5月10日 - ）は、東京都出身のタレントまたはフリーキャスター。本名は横山詠子。
テレビ朝日で放送されたCNN系ニュース番組の「CNNデイブレイク」のスポーツキャスターを担当した数年後、「テレビ朝日リビング・朝のショッピング」の司会をしていた。
2005年10月10日放送のTBSで放送された「永久保存版!2200万人が感動!愛・地球博がもう一度見たいんですSP!!」ではナレーターを務めていた。